# Caroline Criado Perez
Caroline Emma Criado-Perez OBE (Brasil, 1984) es una periodista y activista feminista británica. Su primera campaña nacional, el proyecto Women's Room, fue para que las mujeres expertas estuvieran mejor representadas en los medios de comunicación. Se opuso a la eliminación de la única mujer de los billetes británicos (aparte de la reina Isabel II), lo que llevó al rápido anuncio del Banco de Inglaterra de que la imagen de Jane Austen aparecería en el billete de 10 libras esterlinas en 2017. Esa campaña generó un acoso sostenido hacia la cuenta de Twitter de Criado y de otras mujeres, por lo que la red social anunció planes para mejorar sus procedimientos de denuncia. Su campaña más reciente fue sobre una escultura de una mujer en el Parliament Square; la estatua de la sufragista Millicent Fawcett se inauguró en abril de 2018, como parte de las celebraciones del centenario de la obtención del sufragio femenino en el Reino Unido. 

## Infancia y educación
Nacida en Brasil, es hija de Alison, enfermera diplomada inglesa que ha trabajado con Médicos Sin Fronteras en varias misiones de ayuda humanitaria, y de Carlos Criado Pérez, empresario argentino y director general de la cadena de supermercados Safeway en el Reino Unido. La familia vivió en varios países durante su infancia, incluyendo España, Portugal y Taiwán, así como el Reino Unido. Cuando tenía 11 años, sus padres se divorciaron, y su padre se trasladó a los Países Bajos. Ella fue ingresada a un internado, la Escuela Oundle, donde le disgustó lo que describió como "una cultura de acoso escolar".
Criado pasó un año en la universidad en Londres, y luego abandonó un curso de historia. Habiendo desarrollado pasión por la ópera durante su adolescencia, quiso convertirse en cantante de ópera, y varios trabajos sufragaron sus clases de canto. Trabajó en marketing digital durante algunos años, y luego estudió para obtener un título en Literatura Inglesa. Consiguió un puesto para estudiar Lengua y Literatura Inglesa en Keble College, Oxford, y se graduó en la Universidad de Oxford en 2012. El estudio de la lengua y el género y un libro de la lingüista Deborah Cameron sobre la relación del género con los pronombres, llevó a Criado a convertirse en feminista.
Fue subcampeona en el concurso de escritura para estudiantes de la Biblioteca de Londres en 2012, por lo que recibió 1.000 libras esterlinas y otros premios. Desde entonces, trabajó como editora de un portal de información y redes de la industria farmacéutica, y en 2013 estaba completando un Máster en Estudios de género de la London School of Economics.
En un perfil de junio de 2013 de la periodista Cathy Newman para su blog en el periódico The Daily Telegraph, Criado comentó: "la cultura en la que vivimos está hecha de pequeños actos sexistas que puedes ignorar, pero cuando piensas en ellos colectivamente empiezas a ver un patrón".

## Campaña

### Representación femenina en los medios de comunicación
En noviembre de 2012, junto con Catherine Smith, fundó el sitio web Women's Room, cuyo objetivo es recoger sugerencias para las mujeres profesionales y transmitirlas a los periodistas para aumentar la proporción de mujeres en los medios de comunicación. La causa más inmediata de este proyecto fueron dos reportajes en el programa Today de BBC Radio 4, emitidos en octubre de 2012, sobre la prevención de los embarazos en adolescentes y el cáncer de mama, en los que no se entrevistó a ninguna experta: los entrevistadores también eran hombres. El presentador John Humphrys tuvo que preguntar sobre el último tema: "Si fueras mujer, ¿no dudarías en hacerte un chequeo?" Uno de los entrevistados en el tema de los embarazos adolescentes fue Anthony Seldon, director del Wellington College, una escuela pública. Criado escribió que Seldon podría ser una autoridad en la historia política británica contemporánea, pero no en el tema que se estaba tratando. Comentó la selección bastante estrecha de voces, tanto en las líneas sociales como en las de género, en los debates emitidos a principios de noviembre de 2012: "Estas voces están dando forma al debate, y por lo tanto ejercen una enorme influencia sobre nuestras políticas públicas, actualmente populistas. Si la política pública va a ser tan sensible a los medios de comunicación, hagamos que los medios de comunicación sean verdaderamente representativos del público".
Sobre la controversia de Wikipedia de abril de 2013 sobre la creación de una subcategoría para las novelistas estadounidenses, se informó que Criado dijo: "Perpetúa la idea de que los hombres son los predeterminados y no necesitan ser marcados de ninguna manera, mientras que las mujeres siguen siendo vistas como los valores atípicos."

### Las mujeres en los billetes
En otra campaña, criticó la decisión del Banco de Inglaterra de reemplazar a Elizabeth Fry por Winston Churchill en el billete de 5 libras, con lo que no quedó ninguna mujer en el reverso de los billetes. La reina Isabel II está representada en el frente de los billetes, con personas históricamente prominentes en el reverso. Desestimando a Churchill como "otro hombre blanco", Criado señaló que la Ley de Igualdad de 2010 compromete a las instituciones públicas a "eliminar la discriminación", mientras que la prueba de que el Banco había actuado con la "debida consideración" requerida estaba ausente porque los detalles del proceso de toma de decisiones no se hicieron públicos. Criado se reunió con la jefa de billetes Victoria Cleland y el jefe de caja Chris Salmon en el Banco para discutirlo.
La campaña, secundada por 35.000 personas, y con el apoyo financiero para una potencial batalla legal, obligó al recién nombrado gobernador del Banco de Inglaterra Mark Carney, a anunciar que la imagen de Jane Austen aparecería en un nuevo billete de 10 libras, reemplazando la de Winston Churchill. "La gente dijo que esto no era algo tan importante para abordar, pero no elegí por un motivo especial los billetes", comentó Criado a Vanessa Thorpe de The Observer. "Acababa de ver el nuevo billete [propuesto] y pensé: 'No voy a tener esto'. Y el Banco de Inglaterra no es una institución pequeña". Jane Austen no era su figura histórica femenina preferida, pero aun así Criado aprobó la elección: "Ella empleó su tiempo burlándose del sistema. Todos sus libros tratan de cómo las mujeres están atrapadas y mal representadas. Es muy triste que dijera eso hace 200 años y que todavía hoy yo tenga que decirlo".
En un artículo publicado en el London Evening Standard en septiembre de 2017, Criado escribió que donaría su primer "billete de 10 libras de Austen" al refugio de mujeres de su localidad: "Parece la forma correcta de terminar este capítulo de mi vida". Otros siguieron el ejemplo, donando sus billetes a organizaciones de beneficencia que van desde las grandes como Women's Aid hasta las nuevas como Bloody Good Period.

### Acoso en Twitter
La decisión del Banco de Inglaterra con respecto a los billetes en julio de 2013 generó una oleada de amenazas en Twitter, incluyendo amenazas de violación y asesinato, contra Criado y otras mujeres. En ese momento, Criado denunció que estaba recibiendo unas 50 amenazas de este tipo cada hora, y encontró algo inadecuada la sugerencia de rellenar un formulario para Twitter detallando lo que había sufrido. En el punto más álgido del ataque, Criado explicó que no podía ni comer ni dormir: "No sé si tuve una especie de crisis nerviosa. Fui incapaz de funcionar, incapaz de tener interacciones normales".
Aunque sentía que la situación de acoso la estaba sobrepasando, Twitter no asumía ninguna responsabilidad por el contenido de los tuits, y simplemente aconsejaba a los usuarios que se pusieran en contacto con las autoridades pertinentes. Criado afirmó que la campaña de abuso, provocada por un asunto menor, "muestra que no se trata de lo que hacen las mujeres, ni del feminismo. Es que a algunos hombres no les gustan las mujeres, y no les gustan las mujeres en el espacio público". En su opinión: "Los hombres son atacados porque han dicho o hecho algo que no le gusta a alguien, mientras que las mujeres son atacadas porque son visibles."
La diputada laborista Stella Creasy, que había participado con Criado en la campaña de los billetes, se encontraba entre las que sufrieron un acoso similar. Un hombre y una mujer fueron arrestados a finales de julio. Y se creó una petición para que Twitter introdujera un botón que permitiera a los usuarios denunciar los abusos que consiguió 110.000 firmas de apoyo hasta el 2 de agosto.
Criado no participó en la campaña de silencio contra Twitter organizada por la periodista del Times, Caitlin Moran, el 4 de agosto para persuadir a la empresa de que cambiara sus políticas. "Lo siento, pero no seré silenciada por nadie", dijo. Aunque reconoció que el boicot era una "marca de solidaridad", argumentó la necesidad de "gritar en respuesta" a los trols. El 3 de agosto, el director general de Gran Bretaña, Tony Wang, anunció la aparición de una solución en un solo clic en todos los mensajes que permitiría a los usuarios denunciar fácilmente los tuits abusivos, y se disculpó con las mujeres que habían sido acosadas.
En septiembre de 2013, Criado consideró que la Policía Metropolitana no la había tratado con respeto, e informó de que habían perdido pruebas. Al día siguiente, la policía lo negó y, mientras tanto, Criado cerró su cuenta de Twitter durante un tiempo. El 16 de diciembre, se supo que una mujer y un hombre de Tyne and Wear iban a comparecer ante el tribunal a principios de enero, acusados del uso indebido de la red social. En ese momento, se anunció que no se iba a acusar a otros dos sospechosos y que de un quinto aún no se había tomado una decisión. El 7 de enero de 2014, John Nimmo (25) e Isabella Sorley (23) se declararon culpables de los cargos que se les imputaban. El 24 de enero, Sorley fue condenada a 12 semanas y Nimmo a 8 semanas. Cuando a principios de enero se le preguntó en el programa Newsnight de la BBC si le sorprendía que uno de los convictos que abusaban de Twitter fuera una mujer, Criado dijo que esa mujer había interiorizado la misoginia que ya proliferaba en toda la sociedad. Un segundo hombre, Peter Nunn, de 33 años, fue declarado culpable de enviar tuits amenazantes a Creasy el 2 de septiembre, y se le impidió contactar con ninguna de las dos mujeres cuando fue encarcelado durante 18 semanas el 29 de septiembre de 2014.
Como resultado de su campaña contra las políticas de Twitter, el columnista Owen Jones en julio de 2013 describió a Criado como "una brillante luchadora".
Después de que Jeremy Corbyn se convirtiera en líder del Partido Laborista en septiembre de 2015, Criado twiteó: "Realmente pensé que Corbyn tendría el sentido común de dar puestos de alto nivel en el gabinete [en la sombra] a mujeres. Eres un líder blanco con un diputado blanco". El canciller en la sombra de Corbyn y los secretarios de Relaciones Exteriores y del Interior también eran hombres. En el contexto de amenazas sufridas predominantemente por las diputadas laboristas antes y durante la crisis de liderazgo de los laboristas en 2016, Criado ha escrito sobre el tema para el sitio web de The Pool.

### Estatua de Millicent Fawcett
El 8 de marzo de 2016, Día Internacional de la Mujer, Criado notó la ausencia de una estatua de mujer en el Parliament Square en Westminster. Las once estatuas, incluyendo a Winston Churchill y Nelson Mandela, conmemoraban a hombres.
Lanzó una campaña para que se erigiera una estatua de una sufragista en Parliament Square con motivo del centenario del Representation of the People Act 1918. "Si viviéramos en un mundo justo, las mujeres históricas y que no pertenecen a la realeza no constituirían un mísero 2,7% de todas las estatuas del Reino Unido", escribió en el New Statesman. "Pero no vivimos en un mundo justo. Y soy realista sobre el ritmo del cambio". Su carta abierta al recién elegido alcalde de Londres, Sadiq Khan, publicada por The Daily Telegraph en mayo siguiente, fue firmada por varias mujeres relevantes. Khan declaró en seguida estar de acuerdo pero no se comprometió con el lugar que ella deseaba, el Parliament Square. Una petición firmada por 74.000 personas fue presentada por Criado en junio en un evento en las Salas de Estado de la Casa del Presidente de la Cámara de Representantes, auspiciado por la Fawcett Society sugiriendo ahora a Millicent Fawcett como la figura a representar. Criado estuvo de acuerdo.
En abril de 2017, Sadiq Khan anunció que se había encargado a la artista Gillian Wearing la creación de una estatua de la sufragista Millicent Fawcett. La primera ministra Theresa May también dio su aprobación. Fawcett es la primera mujer que aparece en una estatua en la plaza, y Wearing es la primera mujer escultora que tiene una estatua ubicada allí. Al anunciar el plan para la estatua de Fawcett, Khan dijo: "Simplemente no está bien que casi un siglo después del sufragio femenino, la Plaza del Parlamento siga siendo una zona sólo para hombres, y estoy encantado de que esto cambie pronto gracias a la inspirada campaña de Caroline". La estatua fue inaugurada el 24 de abril de 2018 para la conmemoración de la extensión del derecho de voto a las mujeres en 1918, aunque esta extensión fue en un principio en términos desiguales para los hombres. En el zócalo de la estatua se encuentran los nombres y las fotos de 55 mujeres (y 4 hombres) que lucharon por el derecho al voto femenino.

## Reconocimientos
Debido al éxito de su campaña sobre la falta de representación de mujeres en los billetes, Criado ganó el premio a la defensora de los derechos humanos del año del grupo de presión Liberty en noviembre de 2013. Ese mismo año, también fue nombrada una de las 100 mujeres de la BBC. En 2015, durante la celebración del cumpleaños de la reina Isabel II, Criado fue nombrada Oficial de la Orden del Imperio Británico (OBE) por sus servicios a la igualdad y la diversidad, particularmente en los medios de comunicación. En 2019, fue también galardonada con el Royal Society Insight Investment Science Books Prize y el Financial Times Business Book of the Year por su libro  La mujer invisible.

## Obra
- 2015 – Do It Like a Woman. Portobello. ISBN 9781846275814.[63][64]
- 2020 – La mujer invisible. Descubre cómo los datos configuran un mundo hecho por y para los hombres. Editorial Seix Barral. ISBN 978-84-322-3613-6.[65]